# Fanny Cottençon

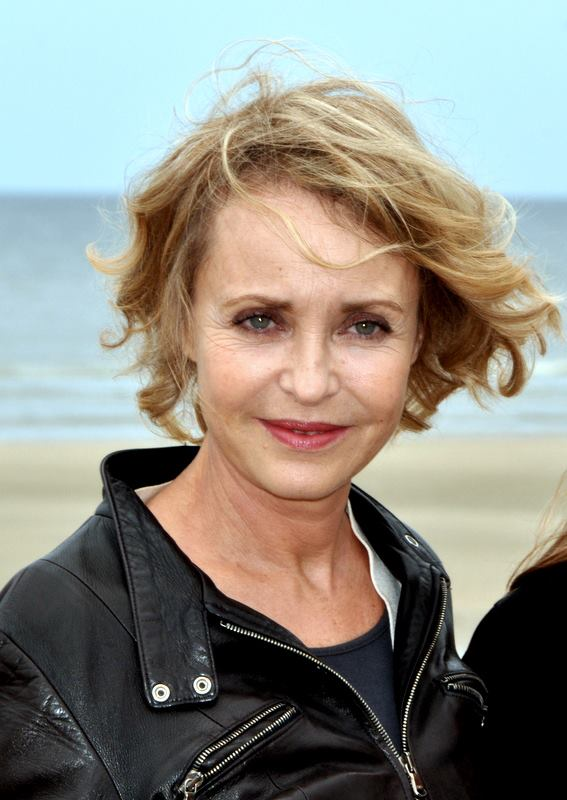
Fanny Cottençon (2012)

Fanny Cottençon (* 11. Mai 1957 in Port-Gentil, Gabun) ist eine französische Schauspielerin.

## Leben
Fanny Cottençon studierte am Atelier Blanche Salant Schauspiel und spielte anschließend am Theater. Ihr Filmdebüt gab sie als Oise in dem 1977 ausgestrahlten und von Raymond Rouleau inszenierten Fernsehfilm L’eau sale an der Seite von Nicole Jamet, Véronique Delbourg und Louis Ducreux. Ende der 1970er Jahre wurden ihre Rollen größer und sie wurde mit der Rolle der Manon Lescaut in Die traurige Geschichte des Chevalier Des Grieux und der Manon Lescaut (1978) einem breiteren Publikum in Frankreich bekannt. So spielte sie an der Seite von Simone Signoret und Philippe Noiret in Pierre Granier-Deferres Krimi-Drama Stern des Nordens mit. Für ihre Darstellung der Sylvie Baron wurde sie bei der Verleihung des französischen Filmpreises César 1983 als Beste Nebendarstellerin ausgezeichnet.

## Filmografie (Auswahl)
- 1977: L’eau sale
- 1982: Brainwash – Ein Mann in Bestform (Paradis pour tous)
- 1982: Stern des Nordens (L’étoile du Nord)
- 1983: Mein Freund, der Frauenheld (L’ami de Vincent)
- 1984: Nobody’s Woman (Femmes de personne)
- 1985: Die Verschwörung (Spécial police)
- 1985: Salut für einen schwarzen Büffel (Sortüz egy fekete bivalyért)
- 1986: Golden Eighties
- 1987: Engel aus Staub (Poussière d’ange)
- 1987: Solange es Frauen gibt (Tant qu’il y aura des femmes)
- 1988: Der große Blonde auf Freiersfüßen (À gauche en sortant de l’ascenseur)
- 1988: Ein turbulentes Wochenende (Les saisons du plaisir)
- 1991: Gemischtes Doppel (Les clés du paradis)
- 1995: Meine unbekannte Frau (Les hommes et les femmes sont faits pour vivre heureux … mais pas ensemble)
- 1997: Süchtig (En danger de vie)
- 2001: Change moi ma vie
- 2001: Es lebe das Leben! (Salut la vie)
- 2007: Dialog mit meinem Gärtner (Dialogue avec mon jardinier)
- 2007: Die Kammer der toten Kinder (La chambre des morts)
- 2013: Die schönen Tage (Les beaux jours)
- 2016: Candice Renoir (Fernsehserie, 2 Folgen)

## Auszeichnungen (Auswahl)
- César 1983: Beste Nebendarstellerin für Stern des Nordens